# Interliga
L'Interliga è stata una competizione di hockey su ghiaccio alla quale partecipavano squadre di club delle federazioni slovena, croata, ungherese e polacca, che è durata dal 1999 al 2007.

## Storia
La competizione nacque dopo che, al termine dell'edizione 1998/99 le squadre italiane si ritirarono dall'Alpenliga, competizione che vedeva partecipare anche squadre slovene ed austriache. Al loro posto subentrarono squadre ungheresi, e la competizione cambiò nome.
Dopo una stagione anche le squadre austriache si ritirarono, sostituite da croati e jugoslavi. Nella terza e quarta edizione si aggiunse anche una squadra slovacca. Nel 2003/04 si ritirarono le squadre jugoslave e slovacche, ma presero parte alla competizione, solo per quella stagione, squadre polacche.
Nel 2006/07 l'Interliga fu suddivisa in due gironi, Interliga A (con le squadre ungheresi e le più quotate squadre croate e slovene) ed Interliga B (con le restanti squadre croate e slovene), ma dopo quella stagione, per l'ingresso nel competitivo campionato austriaco delle più forti squadre slovene (HK Jesenice e HDD Olimpija Ljubljana) ed ungheresi (Alba Volán Székesfehérvár), il torneo cessò di esistere.

## Albo d'oro
| Stagione | Vincitore                 |
| -------- | ------------------------- |
| 2006/07  | Alba Volán Székesfehérvár |
| 2005/06  | HK Acroni Jesenice        |
| 2004/05  | HK Acroni Jesenice        |
| 2003/04  | Podhale Nowy Targ         |
| 2002/03  | Alba Volán Székesfehérvár |
| 2001/02  | HDD ZM Olimpija           |
| 2000/01  | HDD Olimpija              |
| 1999/00  | EC Klagenfurt AC          |